# Barcelone en commun
Ne doit pas être confondu avec Catalogne en commun ou En Comú Podem.
Barcelone en commun (en catalan : Barcelona en comú, en espagnol : Barcelona en común), initialement Gagnons Barcelone (en catalan : Guanyem Barcelona), est un parti politique espagnol de gauche radicale et écologiste, constitué en vue des élections municipales de 2015 à Barcelone, qu'il a remportées. Après quatre ans de gouvernement conjoint avec d'autres formations de gauche, le parti se représente aux élections municipales de 2019, à l'issue desquelles il arrive deuxième et perd un siège. Malgré cette deuxième place, le parti conserve la mairie jusqu’aux élections municipales de 2023, à l’issue desquelles il perd encore un siège et arrive troisième.

## Historique

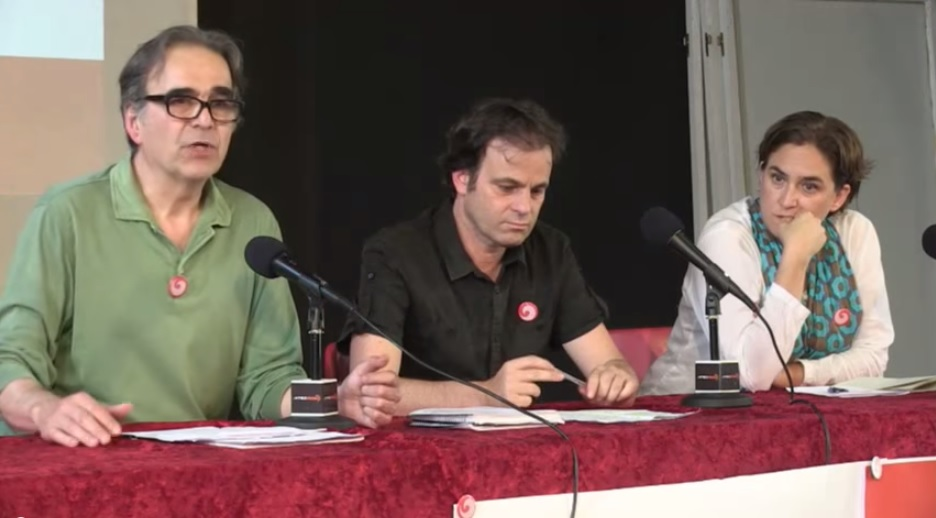
Joan Subirats, Jaume Asens et Ada Colau à la presentation de Barcelona en Comú en 2014.

Le 15 juin 2014 est publié sur internet le manifeste Guanyem Barcelona promu par une trentaine de citoyens liés aux mouvements sociaux, aux associations de voisinage, ainsi que des personnalités du monde académique et de la culture. Dans ce manifeste ils se présentent comme une plateforme citoyenne dont l'objectif est de « construire une candidature de confiance », ils proposent une « rébellion démocratique à Barcelone » et de « se réapproprier les institutions et les mettre au service des personnes et du bien commun ». Guanyem Barcelona se présente à la société le 26 juin, dans l'école publique Collasso i Gil dans le quartier du Raval à Barcelone. La militante Ada Colau, l’avocat Jaume Asens et le professeur Joan Subirats présentent alors publiquement leur projet.
En août, ils ont recueilli 30 000 signatures de soutien, un mois avant la date prévue.
Les 10 et 11 octobre la plateforme organise des journées ouvertes à la citoyenneté dans le but de rédiger un code éthique faisant consensus. Environ 500 personnes y participèrent et plusieurs partis y assistèrent, parmi lesquels Initiative pour la Catalogne Verts (ICV), Gauche unie et alternative (EUiA), Procés Constituent a Catalunya, Podemos, Partido X et des représentants de la Trobada Popular Municipalista, impulsé par la Candidature d'unité populaire (CUP). Ce code éthique fut validé a posteriori par ICV, EUiA, Podemos et Procés Constituent. En revanche, la Trobada Popular Municipalista présenta des amendements en trois points du texte, montrant également sa méfiance envers la participation à ce projet de ICV et EUiA, alliés du Parti des socialistes de Catalogne pendant trente ans pour la gouvernance de la ville. Elle opta finalement pour une candidature électorale séparée,. Le code éthique, après avoir été soumis à l'évaluation citoyenne, fut définitivement validé le 4 décembre 2014.
Le 10 février 2015 l'accord définitif de coalition, réunissant ICV, EUiA, Equo, Procés Constituent et Podemos, est présenté publiquement, sous la marque Barcelone en commun. Ils durent renoncer au nom de Gagnons (Guanyem) qui a été déposé quelques jours plus tôt, bien que le ministère de l'Intérieur leur donna raison après qu'ils ont dénoncé cette usurpation.
Le 28 février Ada Colau présente sa candidature aux primaires en tant que tête de liste pour les municipales, et donc future maire potentielle, sa liste est la seule à se présenter. Son numéro deux est Gerardo Pisarello (Procés Constituent), son numéro 3 est Laia Ortiz (ICV) et son numéro 4 est Jaume Asens (Podemos). Le leader municipal de ICV-EUiA, Ricard Gomà, qui avait participé au projet, refusa de figurer sur la liste car il avait déjà siégé 12 ans au conseil municipal et ne satisfaisait donc pas au critère de limite des mandats imposé par le code éthique. La candidature fut complétée le 12 mars grâce à des primaires ouvertes à tous les citoyens pour choisir les aspirants conseillers municipaux des districts de la ville.
Lors des élections municipales du 24 mai 2015, la liste Barcelone en commun arrive première avec 25,21 % des voix et 11 sièges, soit un de plus que leur principal concurrent, CiU. Ada Colau fut nommée maire le 13 juin 2015, après que sa liste se soit alliée avec ERC, le PSC avec le soutien sans participation de la CUP pour constituer une majorité au conseil municipal. Dès le lendemain, elle réaffirme vouloir mener une politique plus sociale, lutter contre la corruption, et elle annonce qu'elle effectuera un audit de la précédente municipalité.

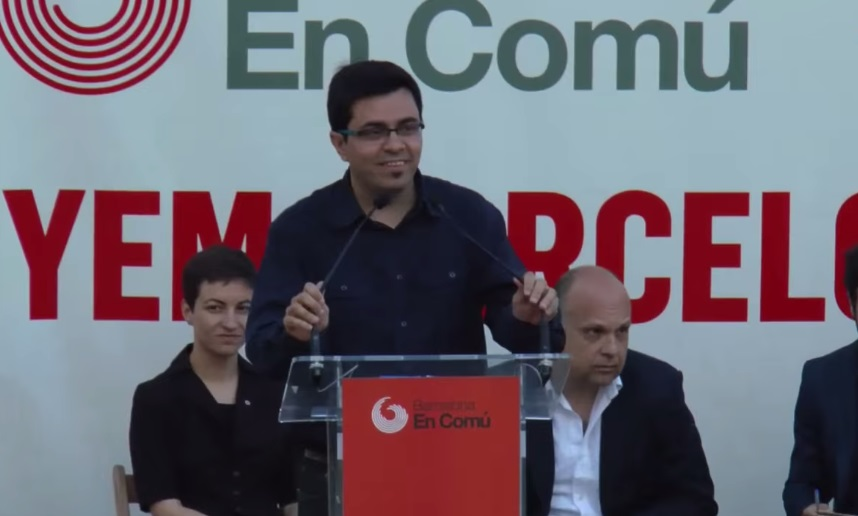
Gerardo Pisarello, numéro deux de la liste, en mai 2015.
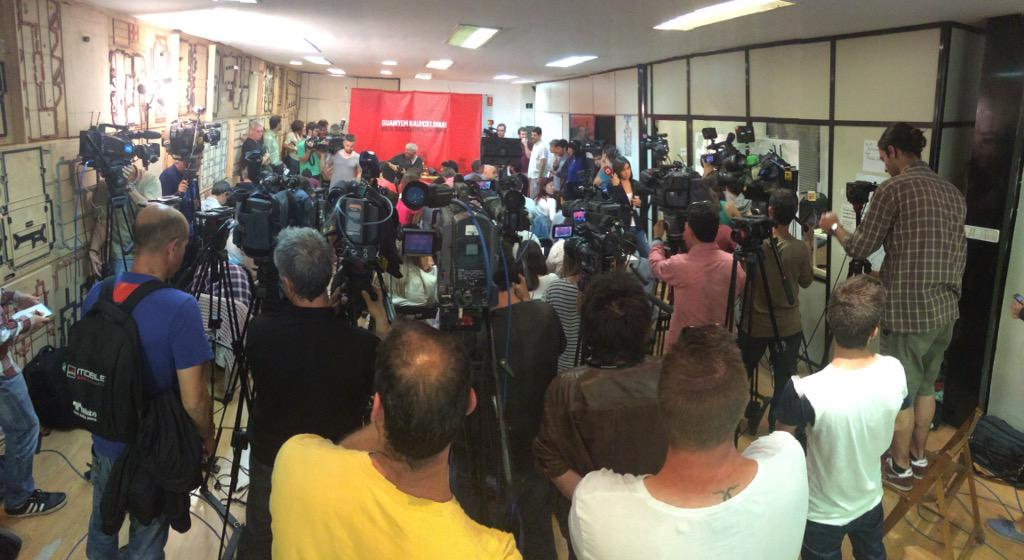
La conférence de presse de Barcelona en Comú après avoir gagné les élections municipales de 2015.